# حسن‌آباد نوش‌آباد
حسن‌آباد نوش آباد ، روستایی از توابع بخش مرکزی شهرستان رفسنجان در استان کرمان ایران است.

## جمعیت
این روستا در دهستان اسلامیه قرار دارد و براساس سرشماری مرکز آمار ایران در سال ۱۳۸۵، جمعیت آن ۱٬۰۸۰ نفر (۲۵۸خانوار) بوده‌است.